# Gurania velutina
Gurania velutina är en gurkväxtart som beskrevs av Célestin Alfred Cogniaux. Gurania velutina ingår i släktet Gurania och familjen gurkväxter. Inga underarter finns listade i Catalogue of Life.